# Adelino Lopes
Adelino Augusto Lopes, meglio noto come Lino (Bissau, 21 novembre 1976), è un ex calciatore guineense, di ruolo difensore.

## Palmarès

### Club

#### Competizioni nazionali
- Segunda Divisão: 1

Varzim: 1995-1996